# (6773) Kellaway
(6773) Kellaway es un asteroide perteneciente al cinturón de asteroides, región del sistema solar que se encuentra entre las órbitas de Marte y Júpiter.
Fue descubierto el 15 de junio de 1988 por Eleanor F. Helin  desde el Observatorio Palomar.

## Designación y nombre
Designado provisionalmente como 1988 LK, fue nombrado en honor a  Lucy Kellaway, periodista británica. Ella es conocida por sus comentarios satíricos sobre las limitaciones de la cultura corporativa moderna. Es comentarista habitual en el programa de negocios diario del Servicio Mundial de la BBC, Business Daily.

## Características orbitales
(6773) Kellaway está situado a una distancia media del Sol de 2,991 ua, pudiendo alejarse hasta 3,192 ua y acercarse hasta 2,790 ua. Su excentricidad es 0,067 y la inclinación orbital 11,362 grados. Emplea 1889,28 días en completar una órbita alrededor del Sol.
Los próximos acercamientos a la órbita de Júpiter ocurrirán el 12 de abril de 2047, el 3 de diciembre de 2129 y el 27 de octubre de 2166.
Pertenece a la familia de asteroides de (221) Eos.

## Características físicas
La magnitud absoluta de (6773) Kellaway es 12,96. Tiene 9,110 km de diámetro y su albedo se estima en 0,177.